# Tim Breaux
Timothy "Tim" Breaux (ur. 19 września 1970 w Baton Rouge) – amerykański koszykarz, występujący na pozycji skrzydłowego, mistrz NBA z 1995 roku.

## Osiągnięcia
Drużynowe
- Mistrz NBA (1995)[1]
- Mistrz turnieju McDonald's Open Championships (1995)
- Uczestnik rozgrywek:
  - Eurocup (1997/98)
  - Pucharu Koracia (1998/99)[2]

Indywidualne
- Zaliczony do II składu debiutantów CBA (1993)